# Ân Mỹ
Ân Mỹ là một xã trung du cách trung tâm huyện lỵ Hoài Ân, tỉnh Bình Định, Việt Nam 10 km về hướng Bắc. Ân Mỹ là nơi đặt UBND mới của thị xã Hoài Nhơn, được thành lập năm 1989 (tách ra từ xã Ân Tín).

## Địa lý - Hành chính
Phía bắc giáp thị xã Hoài Nhơn, phía nam giáp xã Ân Tín, Ân Thạnh, phía đông giáp thị xã Hoài Nhơn và phía tây giáp xã Ân Tín.
Xã Ân mỹ có 05 thôn gồm:
Mỹ Thành, Mỹ Đức, Long Quang, Long Mỹ và Đại Định. Trong đó có Làng Hóc khoai thuộc thôn Mỹ Đức có người Hre sinh sống.

## Giao thông
Ân Mỹ không có quốc lộ chạy qua, phía bắc có tỉnh lộ 629 nối với Quốc lộ 1 tại phường Bồng Sơn, Hoài Nhơn, chạy qua địa phận 2 xã Ân Mỹ, Ân Hảo Đông lên tới huyện lỵ An Lão và đi Ba Tơ, Quảng Ngãi.
Và tuyến đường Tây Bình Định được thông tuyến vào năm 2010.

## Thắng cảnh và di tích
- Có hồ chứa nước Mỹ Đức (Tư Đức), Thác đổ Ông Mè, Thác đổ Bà Dân.
- Có các địa danh gắn liền với lịch sử đấu tranh của quân và dân Ân Mỹ như Đồi Thánh Giá (Mỹ Thành), Cầu Bến Muồng, Đồi 174 (Mỹ Đức)...

## Văn hóa và giáo dục
Ân Mỹ có 01 trường trung học phổ thông: Trung học phổ thông Võ Giữ.

## Lịch sử
Đôi nét về lịch sử, mảnh đất, con người Ân Mỹ.
Năm 1999 vinh dự được Chủ tịch nước CHXHCNVN phong tăng Anh hùng LLVTND